# Виммер, Герд
Герд Виммер (нем. Gerd Wimmer; родился 9 января 1977 года, Ла-ан-дер-Тайя, Австрия) — австрийский футболист, полузащитник.

## Клубная карьера
Герд Виммер является воспитанником «Ла-ан-дер-Тайя». Позже перешёл в «Адмиру Ваккер». За клуб дебютировал в матче против «Тироля». Свой первый гол забил в ворота футбольного клуба «Ювентус». На правах аренды перешёл на полгода в «Штурм». За клуб дебютировал в матче против «Мёдлинг». Свой первый гол забил в ворота «Аустрии (Вена)». Всего за «Штурм» и «Адмиру Ваккер» сыграл 69 матчей, где забил три мяча.
1 июля 1997 года перешёл в «Рапид». За клуб дебютировал в матче против футбольного клуба «ЛАСК». Свой первый гол забил в ворота «Аустрии (Лустенау)». Всего за клуб сыграл 102 матча, где забил 7 мячей.
1 июля 2000 года перешёл в «Айнтрахт Франкфурт». За клуб дебютировал в матче против «Унтерхахинга». Свой первый гол забил в ворота «Боруссии Дортмунд». Всего за клуб сыграл 54 матча, где забил 1 гол и отдал 9 голевых передач.
1 июля 2002 года перешёл в «Ганзу». За клуб дебютировал в матче против «Мюнхен 1860». Всего за клуб сыграл 32 матча, где отдал 1 голевую передачу и получил 4 жёлтые карточки.
1 июля 2004 года перешёл в «Рот-Вайсс Оберхаузен». За клуб дебютировал в матче против «Кёльна». Всего за клуб сыграл 18 матчей, где отдал 1 голевую передачу.
1 июля 2005 года перешёл в «Адмиру Ваккер Мёдлинг». За клуб дебютировал в матче против «Аустрии (Вена)». Получил двенадцатиматчевую дисквалификацию за нападение сначала на Клауса Волгера, а затем на Желько Павловича. Всего за клуб сыграл 25 матчей, где отдал 2 голевые передачи.
1 июля 2006 года перешёл в «Аустрию (Вена)». За клуб дебютировал в матче против «Бенфики». Свой первый гол забил в ворота «Маттерсбурга». 1 января 2007 года был переведён в резервную команду, за которую дебютировал в матче против «Лустенау 07». Из-за неизвестного повреждения пропустил 61 матч. Всего за «Аустрию (Вена)» сыграл 43 матчей, где забил 1 гол, отдал 3 голевые передачи и получил 10 жёлтых карточек.
1 июля 2008 года завершил карьеру. Всего за карьеру сыграл 344 матча, где забил 12 мячей и отдал 16 голевых передач.

## Карьера в сборной
За молодёжную сборную Австрии сыграл 12 матчей, где забил в ворота Нидерландов. За основную сборную Австрии дебютировал в матче против Швеции. Всего за сборную сыграл 5 матчей.